# カナス川

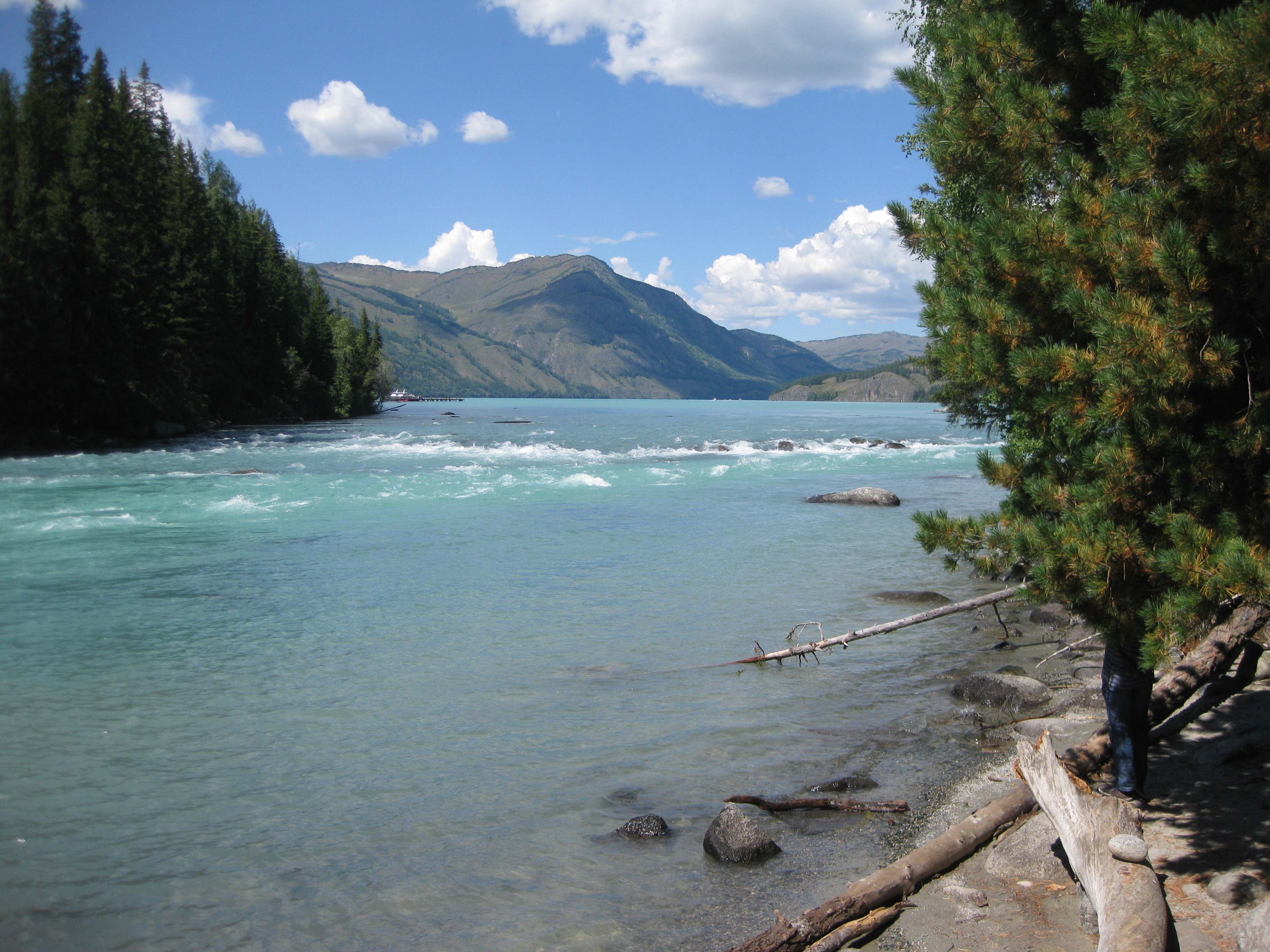
カナス湖（中国新疆ウイグル自治区）の南端からカナス川下流が流れ出す。

カナス川（カナスがわ、中国語: 喀納斯河、英語: Kanas River）は、中華人民共和国新疆ウイグル自治区アルタイ地区にある川で、友誼山麓から発して、カナス湖に流入し、またそこから流出して、ホム川（禾木河）へ合流する。

## 概要
カナス川は新疆ウイグル自治区の最北端を流れる川である。中国・モンゴル・ロシア三国の国境をなすタワン・ボグド連山の南西山麓に発して、アルタイ山脈山麓を流れて、カナス湖に流入し、カナス湖から流出する川もまたカナス川と呼ばれる。

### カナス川上流
カナス川は、タワン・ボグド連山の友誼山の南西麓に発して、アルタイ山脈麓を流れて、その他の川の水も集めて、カナス湖の北端に流入する。

### カナス川下流
カナス湖の南から流出する川もまたカナス川と呼ばれ、神仙湾・月亮湾・臥龍湾などの名勝を経て下り、ホム川（禾木河）へ合流する。ホム川はブルチン川（布尔津河）へ合流し、さらにエルティシ川・オビ川へと下って、最終的には北氷洋へ入る。

## 写真集

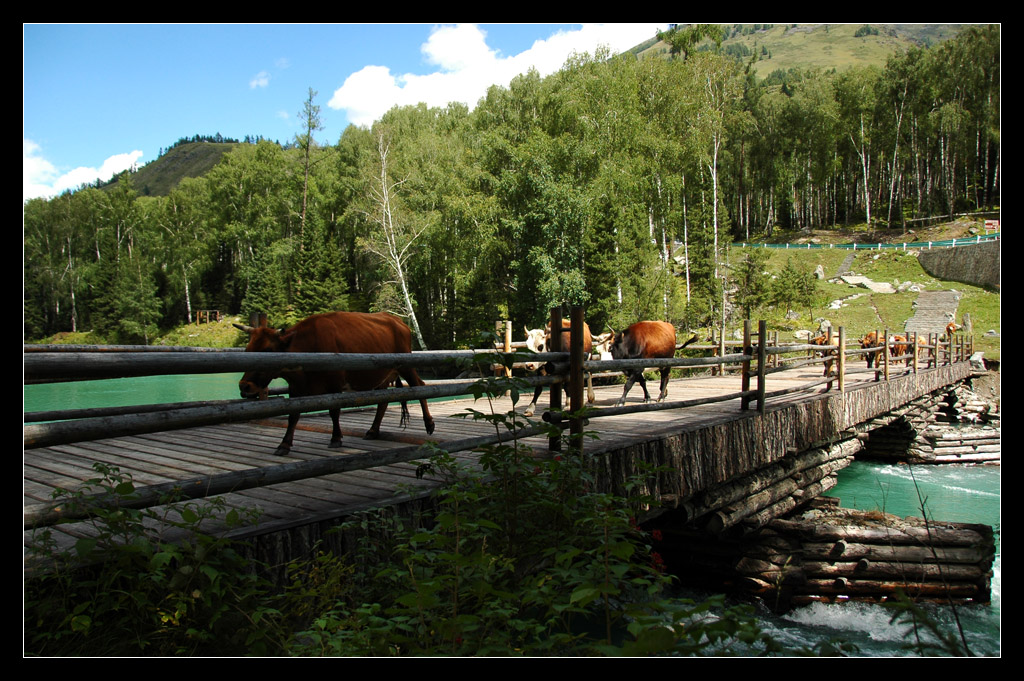
牛の群れがカナス川の木橋を渡る。
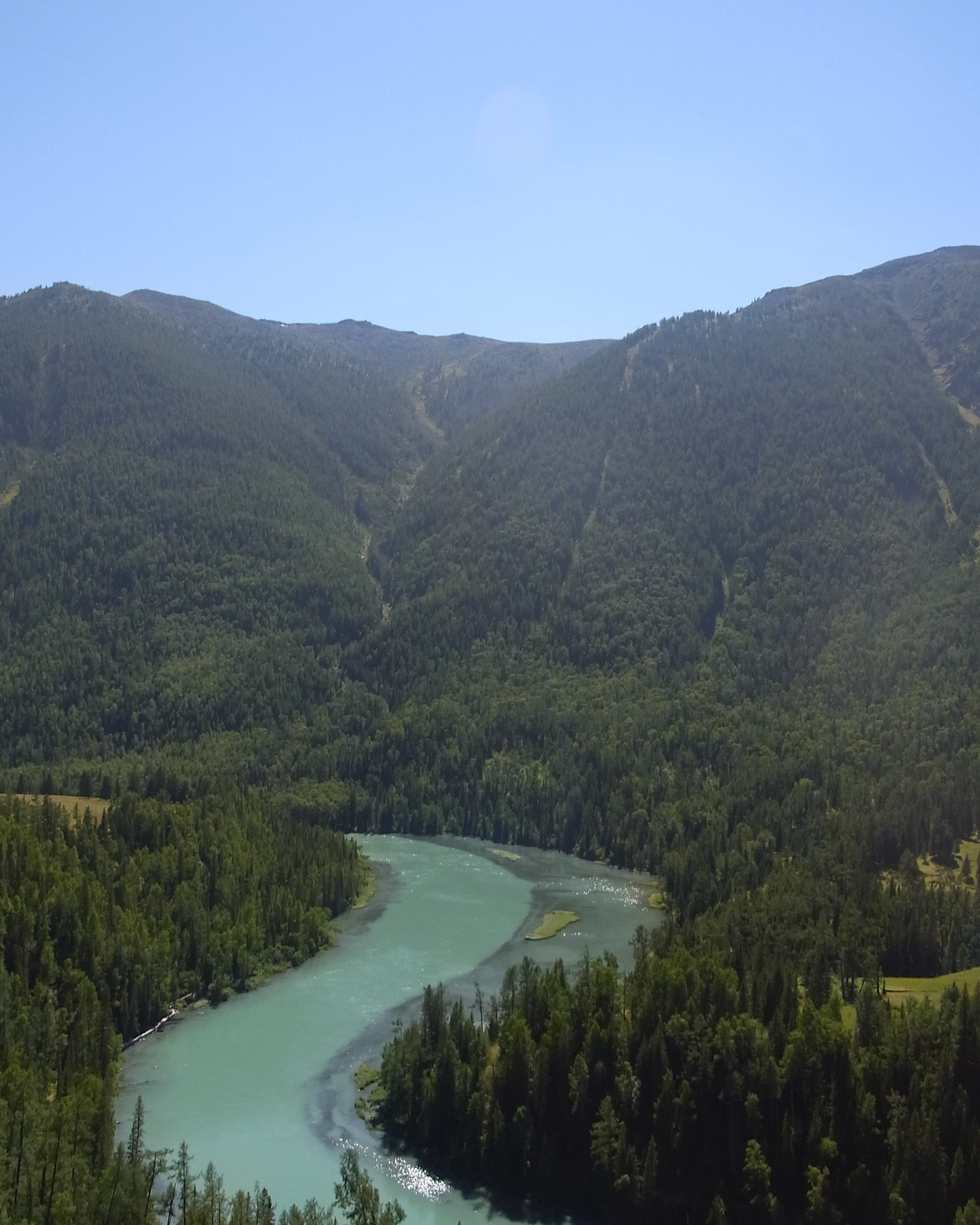
月亮湾（Moon Bay）はカナス川の観光スポットのひとつ
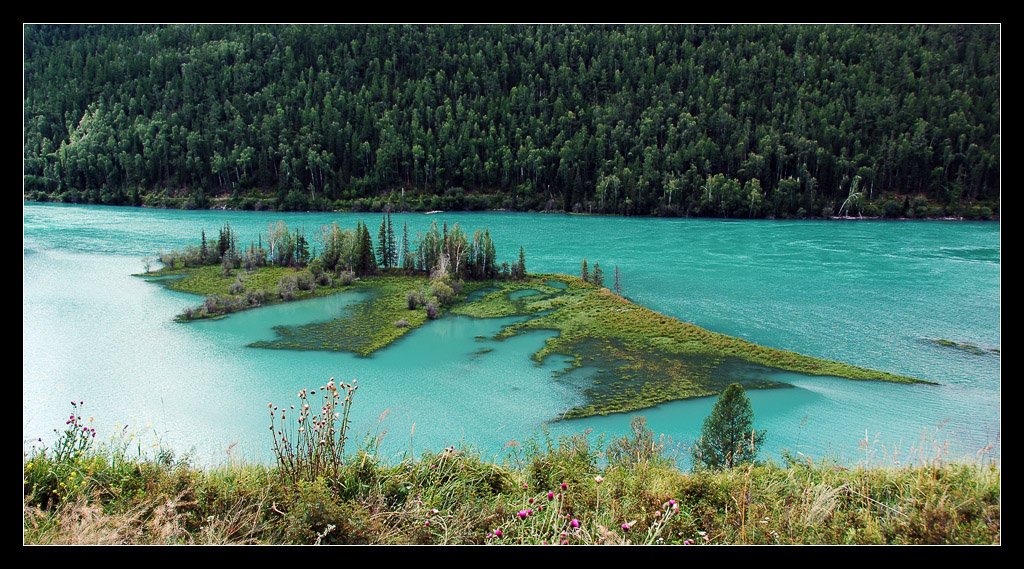
中州が横たわる恐竜のように見える臥龍湾（Wolong Bay）
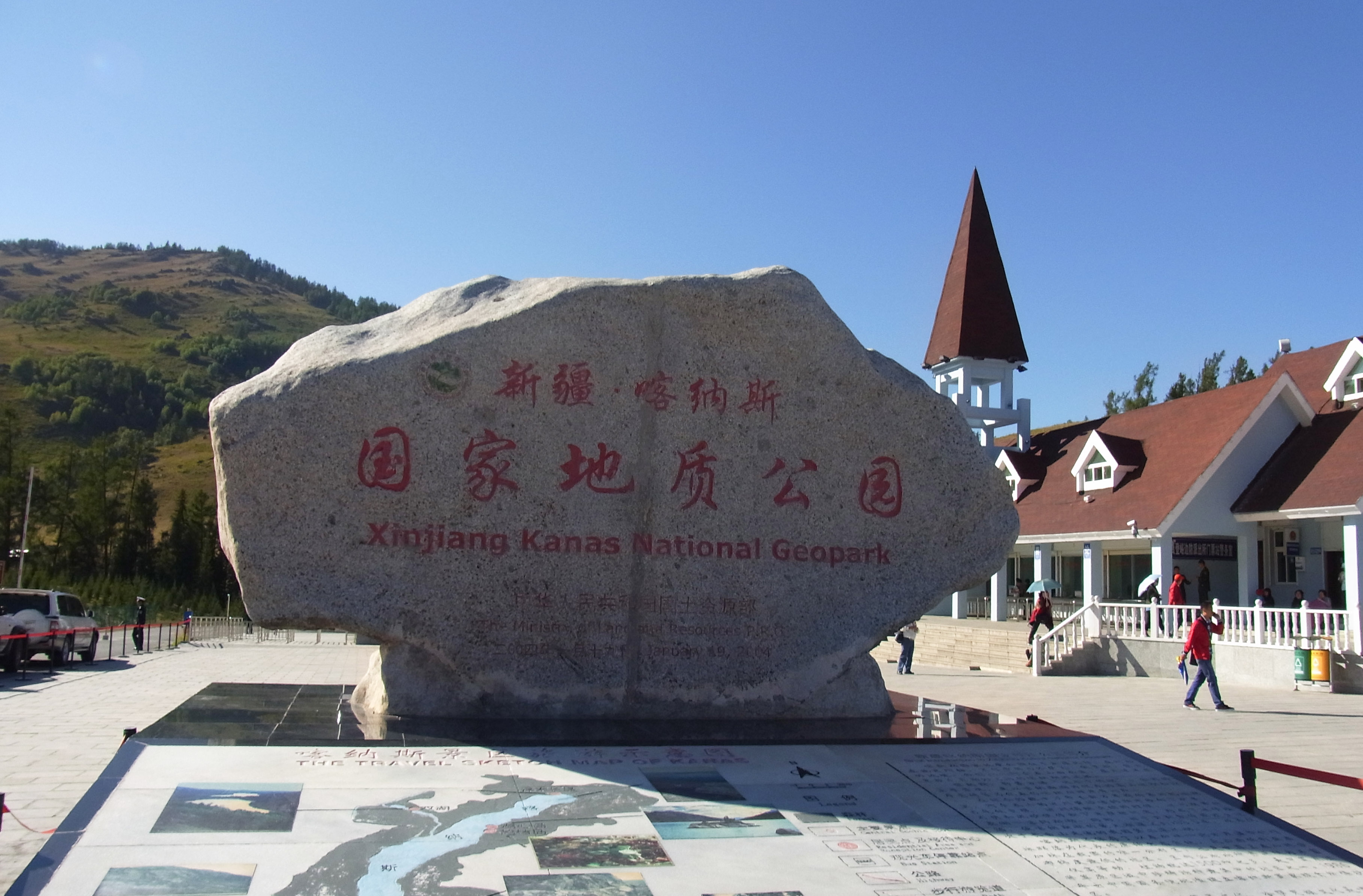
新疆カナス国家ジオパーク（カナス湖・カナス川）